# Phonique
Phonique is de belangrijkste werknaam voor de Duitse deephouseproducer Michael Vater uit Berlijn. Hij bezit ook het label Ladies And Gentlemen.  

## Geschiedenis
Vater wordt in Keulen geboren Vater raakt op zijn 18e bij de dancescene betrokken als hij in een club werkt waar Sven Väth een residentie heeft. Als hij halverwege de jaren negentig in Berlijn gaat wonen raakt hij betrokken bij de clubscene van de Duitse hoofdstad. Aanvankelijk is hij vooral actief als organisator. Hij organiseert diverse clubavonden om daar bekende en onbekende dj's een podium te geven. Op een gegeven moment wordt hij zelf ook actief als dj en producer. Zijn eerste uitgave is So Close To Me (2001). Daarna verschijnen nog enkele singles. In 2004 breekt hij door naar een groter publiek met de single The Red dress, die hij samen maakt met het zangeressen-duo Ekaterina Kaufmann en Gitta Hauenherm, die die Die Elfen noemen. Het nummer komt op de eerste plaats van de Duitse dancelijsten. Later dat jaar brengt hij zijn debuutalbum uit waar meerdere vocalisten aanwezig zijn. De meest opvallende daarvan is Erlend Øye op For The Time Being, dat ook op single wordt uitgebracht. Als Øye, die niet ervaren is als dj, datzelfde jaar wordt gevraagd om een DJ Kicks-album te mixen, roept hij de hulp van Vater in, die de platenkeuze van Øye aan elkaar mixt. Øye is ook te gast op het album Good Idea (2007). Hij maakt met Kiloo het nummer The Passion, dat gebaseerd is op een oude househit van Blue Pearl. Op Kissing Strangers (2010) doet hij een samenwerking met Gui Boratto op het nummer Blindfolded. Op dit album maakt hij ook een opvallende cover van Feel What You Want van Kristine W. Na een tijd van rust brengt hij in 2017 het album Green Supreme uit op zijn eigen Ladies And Gentlemen-label. Van het album verschijnt ook een versie met remixes.

## Discografie

### Albums
- Identification (2004)
- Erlend Øye - DJ Kicks (mixcompilatie met Phonique als mixer) (2004)
- Good Idea (2007)
- Kissing Strangers (2010)
- Green Supreme (2017)
- Green Supreme remixed (2017)